# Walter de Wit
Walter de Wit is een Nederlandse programmamaker, regisseur en eindredacteur van journalistieke en humaninterest producties op televisie. Hij studeerde in 1988 af aan de Academie voor Journalistiek in Tilburg.
De Wit was als programmamaker in 1989 werkzaam voor de eerste commerciële televisiezender in Nederland RTL-Véronique, het latere RTL Nederland. Hij was 10 jaar verbonden aan het praatprogramma Barend & Van Dorp van RTL 4 en maakte voor dit programma tientallen reportages. Ook maakte hij diverse videoclips waaronder bijvoorbeeld de officiële clip ‘Brabant (lied)’ van Guus Meeuwis. Verder vele documentaires, onder meer over Guus Meeuwis, Freddy Heineken en AFC Ajax. Daarnaast is hij als regisseur verantwoordelijk voor vele andere sportdocumentaires zoals bijvoorbeeld die over Romario, het Braziliaans voetbalelftal van 1994, Dick Nanninga, Nico Jan Hoogma en Arnold Hendriks.
Walter de Wit was als eindredacteur verbonden aan de voetbalprogramma's van Talpa, RTL, Ziggo Sport, FOX Sport en Eredivisie Live. Als freelancer werkt De Wit voor diverse opdrachtgevers en praktisch alle Nederlandse tv-zenders.
Ter gelegenheid van de 70ste verjaardag van de Operatie Market Garden maakte De Wit in 2014 als vrijwilliger een documentaire over de oorlogsjaren in zijn geboortedorp Valkenswaard. Dit Brabantse dorp was de eerste Nederlandse plaats die tijdens de operatie werd bevrijd. De titel van de film is 'Mijn Gestolen Jeugd'.